# Ollga Plumbi
Ollga Plumbi (Përmet, 1898 - 1984)  fue una periodista, activista y política albanesa reconocida como una de las primeras feministas de Albania. Fue elegida diputada del parlamento albanés en 1945.  Ollga Plumbi, Afërdita Asllani y Mira Vangjeli Prela fueron las primeras mujeres periodistas en Albania que a menudo escribiendo bajo seudónimos.

## Biografía
Ollga Plumbi, también conocida con su seudónimo Shpresa, nació en el pueblo de Lupckë de Përmet en 1898.  Su esposo murió cuando ella era todavía muy joven y emigró a Occidente a trabajar. Más tarde regresó a Albania y durante 1936-1937 escribió en la publicación "Bota e Re" junto a otros escritores progresistas como Migjeni y Selim Shpuza. 
Durante la Segunda Guerra Mundial se unió al movimiento antifascista y más tarde fue elegida jefa del Consejo Antifascista de Mujeres de Albania. En 1945  fue una de las tres albanesas que se postuló para el parlamento por primera vez en la historia de este país y fue elegida diputada del Parlamento Popular siendo la segunda diputada más votada, solo por detrás de Enver Hoxha . Sin embargo, pronto fue retirada del puesto y dejada de lado de la política. A pesar de ello siguió publicando numerosos trabajos sobre  feminismo y la igualdad de género . 
En un artículo titulado: "Feminismo y sociedad " escribió: No seremos dignos de civilización y progreso si seguimos admirando los tipos de esa familia, donde hay Dios y esclavo con la mujer destinada a limitar su actividad sólo a la cocina solamente. 
Hay numerosos artículos en la revista "Albanian Woman", bajo el apodo de "Zita".
Murió en 1984, a la edad de 86 años.